# 約瑟夫·蒂索
約瑟夫·蒂索（1887年10月13日—1947年4月18日）是一位斯洛伐克羅馬天主教神父，曾經是斯洛伐克人民黨的領袖。1939年至1945年為納粹德國的斯洛伐克共和國傀儡政權政府首腦，第二次世界大戰結束后在重建的布拉迪斯拉發受審，最終以絞刑處死。
共產主義國家一直宣傳蒂索是一個“法西斯神父”。在1989年天鹅绒革命后關於他的真實形象問題引發了激烈討論。

## 早年生活

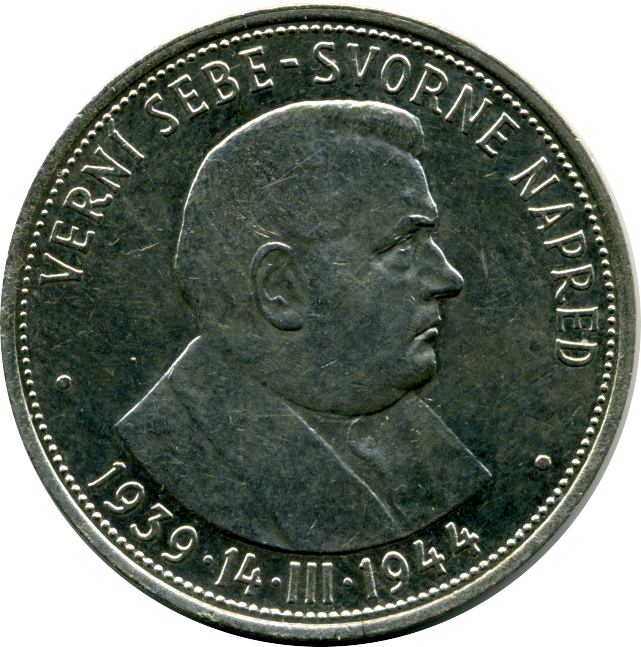
斯洛伐克共和國五週年紀念頒發的50斯洛伐克克朗上的約瑟夫·蒂索像

約瑟夫·蒂索的旗幟，1939年7月21日採用

約瑟夫·蒂索出生於奧匈帝國統治下的斯洛伐克的比特恰。尼特拉主教伊姆雷·本代（Imre Bende）給其提供了成為羅馬天主教神父的機會，1911年蒂索從維也納的大學Pázmáneum畢業。早期在斯洛伐克的三個教區做過助理神父，第一次世界大戰期間成為前線的戰地神父。後來被本代的繼任Vilmos Batthyány任命為尼特拉神學院靈性導師。在這一時期內，他進行教學和寫作，常使用匈牙利化的名字蒂索·約瑟夫（Tiszó József）。
隨著奧匈帝國的崩潰和捷克斯洛伐克的成立，蒂索開始走入政壇，同時公開開始宣稱為斯洛伐克人。他加入了斯洛伐克人民黨，1918年至1919年在《尼特拉報》（Nitra）作編輯，并公開自己的反猶太主義立場。1921年被梵蒂岡選為蒙席，但該命令因為本篤十五世突然去世而失效。1921年至1923年是尼特拉主教Karol Kmeťko的助理，但同期因為被判兩項煽動罪，其中一項導致了短暫的牢獄之災。1923年獲釋之後尼特拉主教就將他辭退了，但仍給予其神學教授之職。1924年前往貝布拉瓦河畔巴諾維采做教區神父，隨後成為主持。在他的整個政治生涯中，約瑟夫·蒂索也一直保留著宗教身份。

## 崛起
1913年約瑟夫·蒂索成為斯洛伐克人民黨領袖之一，當時奧匈帝國仍然控制著斯洛伐克。這個黨派在隨後的年月中逐漸傾向納粹主義，還擁有了赫林卡衛隊。
1920年蒂索開始爭取進入議會，1925年入選。直到1938年都一直在布拉格的捷克斯洛伐克議會中佔據席位。1927年至1928年雖然沒能極大提高斯洛伐克人民黨的地位，但約瑟夫·蒂索本人擔任了捷克斯洛伐克的衛生和體育部長。他傾向於與別的黨派聯合，但直到1928年都沒有如願。
1930年代蒂索開始與右派的卡羅爾·西多爾爭權，為了達到自己的目的，他暫時拋棄了激烈的民族主義主張，改走溫和派路線。此外，依舊堅持分裂捷克斯洛伐克。當斯洛伐克人民黨的創始人安德烈·赫林卡1938年逝世後，蒂索迅速控制了整個黨。

## 斯洛伐克獨立
1938年10月，納粹德國出兵佔領了蘇臺德地區。通過聯合斯洛伐克農民黨，蒂索成為了斯洛伐克自治區的政府首腦。同年11月，匈牙利王國在維也納仲裁裁決中要求德國和意大利將斯洛伐克地區三分之一的土地割讓與它，與此同時斯洛伐克除去共產黨外的所有政黨都聯合起來成立了斯洛伐克國家統一黨。1939年1月，斯洛伐克政府封禁了所有參與斯洛伐克國家統一黨的政黨。
為了解散捷克斯洛伐克，德國代表在1939年2月試圖說服蒂索宣佈斯洛伐克完全獨立。整個二月蒂索都一直在與德國代表阿圖爾·賽斯-英夸特商議此事。而最終捷克方面佔領了斯洛伐克，蒂索也不得不於1939年3月9日下台。
蒂索強烈的民族主義觀念使得他不願將斯洛伐克出賣與德國。蒂索下台不久之後，希特勒邀請他前往柏林并答應協助斯洛伐克建國，希特勒聲稱如果斯洛伐克不在“德國的保護下”立即獨立，匈牙利將吞併整個斯洛伐克，儘管話是這樣說，但匈牙利在希特勒默許下入侵了斯洛伐克，佔領了少許邊界領土。因此蒂索最終和希特勒簽訂了協議，1939年3月14日斯洛伐克獨立，成立斯洛伐克共和國。
斯洛伐克共和國處於納粹德國的掌控之下，蒂索自共和國成立之初到1939年10月26日擔任總理一職，隨後成為斯洛伐克總統，并任命沃泰克·圖卡為總理。模仿希特勒的元首，1942年蒂索也給自己造了一個新頭銜“Vodca”（意即領導）。

## 迫害猶太人

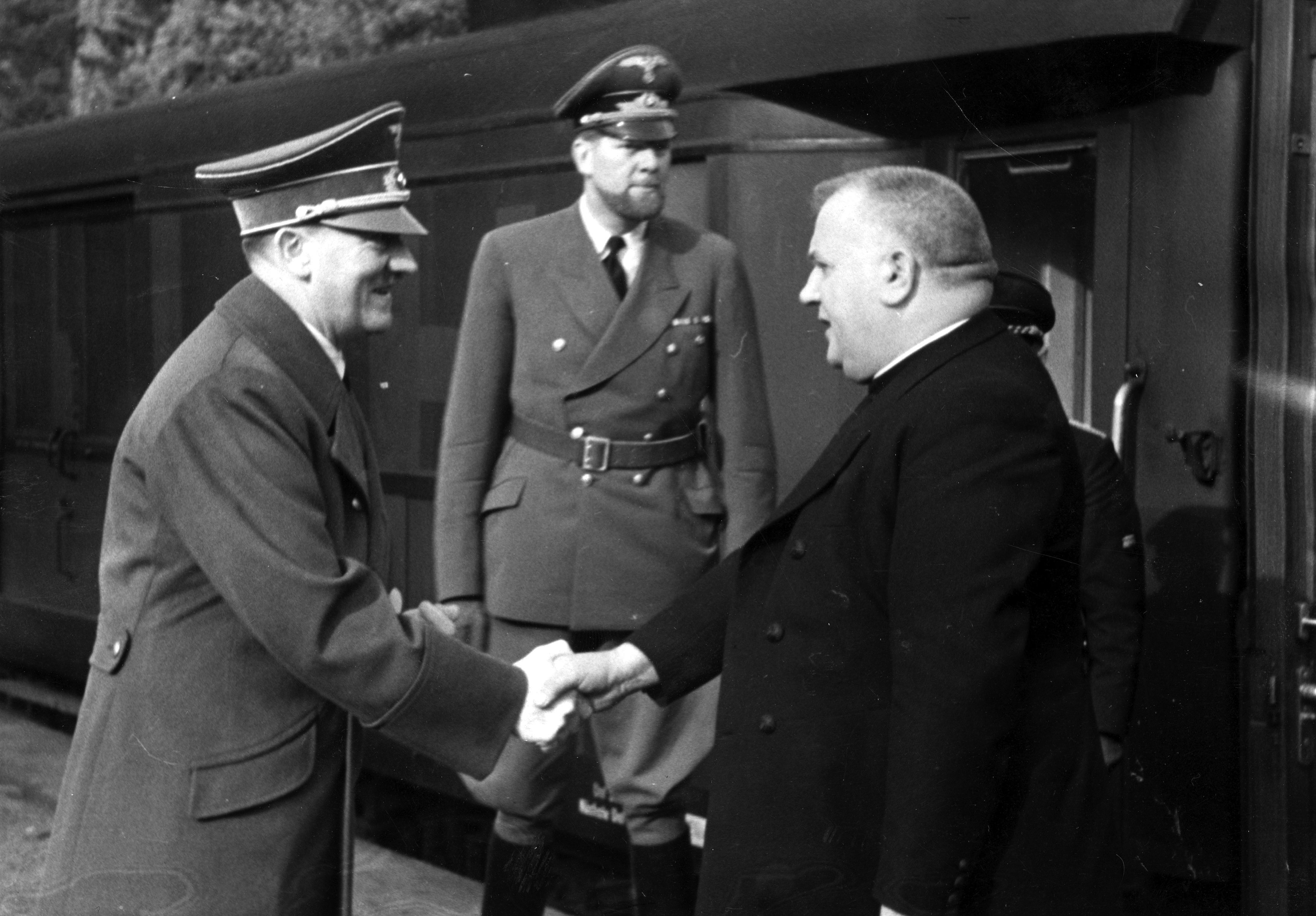
約瑟夫·蒂索與阿道夫·希特勒的合影

在1940年7月28日於奧地利薩爾斯堡舉行的會議上，決定了成立國家社會主義的斯洛伐克。蒂索、希特勒和里賓特洛甫與會。會議上還決定成立兩個處理“猶太人事務”的國家機關。這個會議確定了斯洛伐克人民黨和赫林卡衛隊的雙重管理，也加速了斯洛伐克反猶太爭權的確立。但關於猶太事務，蒂索並不讚同希特勒的做法，因此迪特·威斯里舍尼被派往斯洛伐克以“協助”處理猶太問題。最終斯洛伐克人民黨與納粹德國達成一致，斯洛伐克開始了猶太人迫害。猶太人被禁止擁有地產和貴重物品，不得參與體育和其他文化事業，不得上高中和大學，公眾場合必須佩帶大衛之星。他究竟在斯洛伐克驅逐猶太人的過程中發揮了多大作用還有爭議，但很明顯對於這些反猶太政策蒂索是很歡迎的。1942年在霍利奇的演講上，他還給驅逐猶太人做出了辯護。對於這場演講，希特勒評價說：“很高興看到小天主教神父蒂索送給我們猶太人”。
1942年2月，斯洛伐克成為第一個同意驅逐猶太人出境的納粹德國盟國。納粹德國要求送給他們兩萬健壯猶太人，而藉由驅逐猶太人，蒂索希望德國能協助送還十二萬斯洛伐克工人。但當年這些猶太人的遭遇便被梵蒂岡得知，梵蒂岡的抗議加上同年德國在蘇聯受阻，斯洛伐克又成為了第一個停止驅逐猶太人出境的納粹傀儡國。“到1942年6月為止，約有五萬二千猶太人被驅逐出境，他們大多數最終在奧斯維辛迎來了死亡”，而梵蒂岡的抗議則可能與猶太人的賄賂有關。1943年再次出現了要驅逐猶太的消息，教宗再次出面阻撓，并再次成功阻止驅逐。
1944年8月爆發反蒂索政權的斯洛伐克民族起義，德國出軍平息起義并藉機再次圍捕斯洛伐克的猶太人。總主教Giuseppe Burzio直接向蒂索提出至少保住天主教猶太人，并傳達了教宗的警告：“他的政府犯下的不義損害了他的國家的名聲，敵人將利用它來使全世界的僧侶和教會蒙羞”。然而蒂索仍然命令將國內剩下的猶太人驅逐出去，他們中大多數都被送到了奧斯維辛。

## 受審及處死
1945年4月蘇聯佔領了斯洛伐克，蒂索失勢。他起先逃往奧地利，然後又到巴伐利亞旧厄廷的一個方濟嘉布遣會教會尋求庇護。6月被美軍逮捕，并遣送到重建的捷克斯洛伐克布拉迪斯拉發，10月在此受審。1947年4月15日，捷克斯洛伐克國家法院（Národný súd）判處他“叛國、叛斯洛伐克民族起義和聯合納粹罪”。法官們認為蒂索應該為捷克斯洛伐克的分裂負責，他是“大多數對猶太人暴行的發起者，在不是發起者的時候，也至少是煽動者”。蒂索向捷克斯洛伐克總統愛德華·貝奈斯請求緩刑，他的起訴官也被告知要給予一定的仁慈。但是實際上蒂索並沒有得到任何緩刑。最終1947年4月18日蒂索穿上神父服被絞死於布拉迪斯拉發，行刑並不太成功，蒂索並沒有一開始被勒斷脖子，而是死於緩慢的窒息。他被秘密地埋葬，後來蒂索的追隨者找到了一個據稱是蒂索墓地的地方，并建起了一座紀念碑。

## 外部連結
- The Tiso plaque controversy
- Slovak Jews fear campaign to make fascism respectable
- Jozef Tiso - Slovak statehood at the bitter price of allegiance to Nazi Germany